# Pohár mistrů evropských zemí 1969/1970
Sezóna 1969/70 byla 15. ročníkem Poháru mistrů evropských zemí. Jejím vítězem se stal nizozemský klub Feyenoord.
Došlo ke změně pravidel. Rozhodující zápasy na neutrální půdě byly zrušeny. Pokud pravidlo venkovních gólů ani prodloužení nerozhodlo, postupujícího nově určil hod mincí.

## Předkolo
| Domácí v 1. zápase | Celkem | Hosté v 1. zápase    | 1. zápas | 2. zápas |
| ------------------ | ------ | -------------------- | -------- | -------- |
| TPS                | 0–5    | Kjøbenhavns Boldklub | 0–1      | 0–4      |

## První kolo
| Domácí v 1. zápase | Celkem | Hosté v 1. zápase    | 1. zápas | 2. zápas |
| ------------------ | ------ | -------------------- | -------- | -------- |
| Hibernians FC      | 2–6    | Spartak Trnava       | 2–2      | 0–4      |
| Galatasaray        | 5–2    | Waterford            | 2–0      | 3–2      |
| UTA Arad           | 1–10   | Legia Warszawa       | 1–2      | 0–8      |
| FC Bayern Mnichov  | 2–3    | Saint-Étienne        | 2–0      | 0–3      |
| Vorwärts Berlin    | 3–1    | Panathinaikos        | 2–0      | 1–1      |
| FK Crvena zvezda   | 12–2   | Linfield FC          | 8–0      | 4–2      |
| AC Milán           | 8–0    | Avenir Beggen        | 5–0      | 3–0      |
| KR                 | 2–16   | Feyenoord            | 2–12     | 0–4      |
| Standard Liège     | 4–1    | 17 Nëntori Tirana    | 3–0      | 1–1      |
| Olympiakos Nicosia | 1–14   | Real Madrid          | 0–8      | 1–6      |
| Leeds United FC    | 16–0   | FK Lyn               | 10–0     | 6–0      |
| PFK CSKA Sofia     | 3–5    | Ferencváros          | 2–1      | 1–4      |
| FC Basel 1893      | 0–2    | Celtic FC            | 0–0      | 0–2      |
| Benfica SL         | 5–2    | Kjøbenhavns Boldklub | 2–0      | 3–2      |
| Austria Vídeň      | 2–5    | FK Dynamo Kyjev      | 1–2      | 1–3      |
| Fiorentina         | 3–1    | Öster                | 1–0      | 2–1      |

## Druhé kolo
| Domácí v 1. zápase | Celkem   | Hosté v 1. zápase | 1. zápas | 2. zápas |
| ------------------ | -------- | ----------------- | -------- | -------- |
| Spartak Trnava     | 1–1 (hm) | Galatasaray       | 1–0      | 0–1      |
| Legia Warszawa     | 3–1      | Saint-Étienne     | 2–1      | 1–0      |
| Vorwärts Berlin    | 4–4 (v)  | FK Crvena zvezda  | 2–1      | 2–3      |
| AC Milán           | 1–2      | Feyenoord         | 1–0      | 0–2      |
| Standard Liège     | 4–2      | Real Madrid       | 1–0      | 3–2      |
| Leeds United FC    | 6–0      | Ferencváros       | 3–0      | 3–0      |
| Celtic FC          | 3–3 (hm) | Benfica SL        | 3–0      | 0–3      |
| FK Dynamo Kyjev    | 1–2      | Fiorentina        | 1–2      | 0–0      |

## Čtvrtfinále
| Domácí v 1. zápase | Celkem | Hosté v 1. zápase | 1. zápas | 2. zápas |
| ------------------ | ------ | ----------------- | -------- | -------- |
| Galatasaray        | 1–3    | Legia Warszawa    | 1–1      | 0–2      |
| Vorwärts Berlin    | 1–2    | Feyenoord         | 1–0      | 0–2      |
| Standard Liège     | 0–2    | Leeds United FC   | 0–1      | 0–1      |
| Celtic FC          | 3–1    | Fiorentina        | 3–0      | 0–1      |

## Semifinále
| Domácí v 1. zápase | Celkem | Hosté v 1. zápase | 1. zápas | 2. zápas |
| ------------------ | ------ | ----------------- | -------- | -------- |
| Legia Warszawa     | 0–2    | Feyenoord         | 0–0      | 0–2      |
| Leeds United FC    | 1–3    | Celtic FC         | 0–1      | 1–2      |

## Finále
| 6. května 1970                     |                |                   |                                                                     |
| Feyenoord                          | 2 – 1 (prodl.) | Celtic FC         | San Siro, Milán diváci: 53 187 rozhodčí: Concetto Lo Bello (Itálie) |
| Rinus Israël 31' Ove Kindvall 117' | Report         | Tommy Gemmell 29' | San Siro, Milán diváci: 53 187 rozhodčí: Concetto Lo Bello (Itálie) |

## Vítěz
| Pohár mistrů evropských zemí 1969/70 Feyenoord (1. titul) Eddy Pieters Graafland, Piet Romeijn, Augustinus Haak, Theo Laseroms, Rinus Israël , Theo van Duivenbode, Franz Hasil, Wim Jansen, Willem van Hanegem, Henk Wery, Ove Kindvall, Coen Moulijn Trenér: Ernst Happel |